# Parigi-Roubaix 1980
La Parigi-Roubaix 1980, settantottesima edizione della corsa, fu disputata il 13 aprile 1980, per un percorso totale di 264 km. Fu vinta dall'italiano Francesco Moser, giunto al traguardo con il tempo di 6h07'28" alla media di 43,106 km/h.
Presero il via da Compiègne 164 ciclisti, 31 di essi tagliarono il traguardo a Roubaix.

## Resoconto degli eventi
Tra i favoriti per questa prestigiosa classica, oltre a Francesco Moser, già vincitore delle due precedenti edizioni (1978 e 1979), al via si presentarono il campione del mondo Jan Raas, i belgi Michel Pollentier, fresco vincitore del Giro delle Fiandre, e Roger De Vlaeminck recordman di vittorie in questa corsa, il tedesco Dietrich Thurau, i francese Bernard Hinault e il giovane Gilbert Duclos-Lassalle.
La gara fu caratterizzata da condizioni meteorologiche avverse, con freddo e rovesci che resero più insidiosi i tratti in pavé. Diverse cadute costrinsero al ritiro Raas e Pollentier, che si fratturò la clavicola. A circa 80 km dall'arrivo si formò un gruppetto di testa comprendente Moser, De Vlaeminck, Thurau e Duclos-Lassalle, il cui vantaggio aumentò sensibilmente, nonostante alle loro spalle Hinault, con la sua squadra, cercasse in tutti i modi di rientrare. De Vlaeminck e Duclos-Lassalle furono ritardati da una foratura e al comando rimasero Moser e Thurau situazione già verificatasi nella Roubaix del 1978. Alle loro spalle, De Vlaeminck cadde e fu costretto al ritiro, dopo undici partecipazioni in cui il fiammingo aveva sempre tagliato il traguardo. A circa una ventina di chilometri dall'arrivo, in un tratto rettilineo di pavé, Moser attaccò e staccò Thurau, che fu sorpassato anche da Duclos-Lassalle, lanciato in un inutile inseguimento all'italiano che giunse solo e vittorioso nel velodromo "Roubaisien".

## Ordine d'arrivo (Top 10)
| Pos. | Corridore               | Squadra    | Tempo    |
| ---- | ----------------------- | ---------- | -------- |
| 1    | Francesco Moser         | Sanson     | 6h07'28  |
| 2    | Gilbert Duclos-Lassalle | Peugeot    | a 1'48"  |
| 3    | Dietrich Thurau         | Puch-Sem   | a 3'30"  |
| 4    | Bernard Hinault         | Renault    | a 6'05"  |
| 5    | Marc Demeyer            | IJsboerke  | s.t.     |
| 6    | Fons De Wolf            | Boule d'Or | s.t.     |
| 7    | Daniel Willems          | IJsboerke  | s.t.     |
| 8    | William Tackaert        | DAF Trucks | a 8'37"  |
| 9    | Ludo Peeters            | IJsboerke  | a 9'35"  |
| 10   | Piet van Katwijk        | TI Raleigh | a 10'38" |